# Pangu-partiet
Pangu-partiet (Papua and Niugini Union Pati) är ett politiskt parti i Papua Nya Guinea som bildades 1968 av Michael Somare, premiärminister under perioderna 1972 - 1980 och 1982 - 1985.
1985 hoppade en grupp parlamentariker, under ledning av Paias Wingti av partiet och bildade Folkets demokratiska rörelse. Somare förlorade en förtroendeomröstning i parlamentet och Wingti tog över som premiärminister.
Rabbie Namaliu valdes 1988 till ny partiledare för Pangu-partiet och var landets premiärminister 1988 till 1992.
Den sparkade partiledaren Somare gick senare med i det nybildade Nationella allianspartiet, som i valen 2002 och 2007 blev landets största parti och bildade koalitionsregeringar i vilka Pangu-partiet ingått.